# Canal du Mussel-Aa
Le Canal du Mussel-Aa, (en néerlandais, Mussel-Aa-kanaal), est un canal de Groningue.

## Géographie
Le canal est situé dans le sud-est de la province de Groningue, dans la région de Westerwolde, essentiellement dans les communes de Stadskanaal et Westerwolde. Il s'étend entre Musselkanaal et Veelerveen, où il rejoint le Canal du Ruiten-Aa pour former le Canal B.L. Tijdens qui va jusqu'à Bad Nieuweschans. 
Entre Musselkanaal et Onstwedde, le canal suit une orientation sud-nord. À l'est d'Onstwedde, il fait un virage vers le nord-est. Dans le virage, un embranchement permet de rejoindre Onstwedde, où fut situé un petit port jusque dans les années 1960. Le canal a pris le nom et la fonction d'évacuation des eaux de la rivière de Mussel-Aa. Près de Kopstukken, le Mussel-Aa longe le canal afin de s'orienter vers Onstwedde, où il se jette, avec le Pagediep, dans l'embranchement du canal.
Le canal est fermé à la navigation, que ce soit professionnelle ou de plaisance. Il est géré par l'agence de l'eau de Hunze en Aa's.  

## Histoire
Le Canal du Mussel-Aa a été construit par l'initiative de l'Association pour la Promotion de la Canalisation de Westerwolde, fondée par Boelo Tijdens. L'objectif de cette association était de combattre les problèmes d'inondation en Westerwolde, causés par le défrichement et l'exploitation des marais et des tourbières de la région. Le projet de l'association, élaboré par l'ingénieur A.J.H. Bauer, fut publié en 1893. Le projet englobait l'aménagement de plusieurs canaux, dont le Canal du Mussel-Aa, le Canal du Ruiten-Aa et le Canal B.L. Tijdens. À partir de 1905, les travaux furent mis en adjudication. Les travaux commencèrent en 1911 ; en 1916, le Canal du Mussel-Aa put être ouvert.
Après guerre, le Canal du Mussel-Aa fut fermé et les sept écluses furent détruites. Dans les années 1980, on a creusé le Canal A.G. Wildervanck, un canal d'évacuation des eaux qui communique avec le Canal du Mussel-Aa à l'est de Musselkanaal. Cette jonction permet d'apporter de l'eau de l'IJsselmeer quand le niveau d'eau des canaux de Westerwolde est trop faible. 
À la fin du XXe siècle, les premiers projets virent le jour pour aménager le Canal du Mussel-Aa et de l'ouvrir à la plaisance. Ces projets n'ont pas encore été réalisés, contrairement à ce qui a été fait pour le Canal du Ruiten-Aa. De nos jours, le canal est seulement ouvert aux canoës.

## Utilisation
Comme le Canal du Ruiten-Aa, le canal a joué un rôle important dans le défrichement des landes et tourbières et dans le développement des terres défrichées. Le canal fut également très fréquenté par le transport fluvial. Le canal comptait initialement sept écluses. Depuis la fin de la Deuxième Guerre mondiale, le canal est fermé pour la navigation.